# Oreomystis
Oreomystis es un género de aves paseriformes de la familia de los fringílidos, que incluye a dos especies endémicas del archipiélago de Hawái.
Las dos especies se encuentran en grave peligro de extinción.

## Especies
- Oreomystis bairdi (Stejneger, 1887)
- Oreomystis mana (Wilson, 1891)